# Zhejiang Professional
Zhejiang Professional Football Club (chiń. upr. 浙江职业足球俱乐部; chiń. trad. 浙江職業足球俱樂部; pinyin Zhèjiāng Zhíyè Zǔqiū Jūlèbù) – chiński klub piłkarski, grający obecnie w Chinese Super League, mający siedzibę w mieście Hangzhou, stolicy prowincji Zhejiang.

## Historia nazwy
- 1998–2001: Zhejiang Greentown (浙江绿城)
- 2001-2004: Zhejiang Sanhua Greentown (浙江三花绿城)
- 2004-2009: Zhejiang Bebei Greentown (浙江巴贝绿城)
- 2009: Hangzhou Greentown (杭州绿城)
- 2010-2012: Hangzhou Nabel Greentown (杭州诺贝尔绿城)
- 2012: Hangzhou 9Top Greentown (杭州九好绿城)
- 2013: Hangzhou Daikin Greentown (杭州大金绿城)
- 2014–2017: Hangzhou Greentown (杭州绿城)
- 2018–2020: Zhejiang Greentown (浙江绿城)
- 2020–2021: Zhejiang Energy Greentown (浙江能源绿城)
- 2021–: Zhejiang Professional (浙江职业)

## Stadion
Domowe mecze klub rozgrywa na stadionie o nazwie Yellow Dragon Stadium w Hangzhou, który może pomieścić 52672 widzów.

## Sukcesy
- China League One

wicemistrzostwo (1): 2006

## Reprezentanci kraju grający w klubie od 1994
Stan na maj 2016.
| - Du Wei - Gao Di - Jiang Bo - Jiao Zhe - Li Yan - Li Yao - Mao Jianqing - Rong Hao - Shen Longyuan - Shi Ke - Sun Ji - Tan Yang - Wang Song - Yan Song - Karim Benounes - Tim Cahill - Adam Griffiths - Matthew Spiranovic - Argel - Mohamed Abou Greisha - Ahmed Salah Hosni - Moses Sakyi - Emil Martínez | - Jerry Palacios - Luis Alfredo Ramírez - Mauricio Sabillón - Feng Ji Zhi - Ng Wai Chiu - Masashi Ōguro - Bertin Tomou - Tony Menezes - Niver Arboleda - John Jairo Tréllez - Adolfo Valencia - Jeong Dong-ho - Kim Dong-jin - Oh Beom-seok - Son Dae-ho - Roda Antar - Sławczo Georgiewski - Mahmadu Alphajor Bah - Luka Žinko - Chen Po-liang - Bassem Boulaâbi - Sebastián Vázquez |

## Skład na sezon 2016
| Nr | Poz. | Piłkarz                      |
| -- | ---- | ---------------------------- |
| 1  | BR   | Zhang Lei                    |
| 2  | OB   | Yue Xin                      |
| 3  | OB   | Ge Zhen                      |
| 4  | OB   | Sun Zheng’ao                 |
| 5  | OB   | Wu Wei                       |
| 6  | OB   | Chen Xiao                    |
| 7  | NA   | Denílson Gabionetta          |
| 8  | PO   | Zang Yifeng                  |
| 10 | PO   | Zhuang Jiajie                |
| 11 | PO   | Chen Po-liang                |
| 12 | PO   | Luo Jing                     |
| 13 | OB   | Matthew Spiranovic (kapitan) |
| 14 | PO   | Feng Gang                    |
| 15 | PO   | Wu Wei                       |
| 16 | OB   | Tong Lei                     |

| Nr | Poz. | Piłkarz           |
| -- | ---- | ----------------- |
| 17 | NA   | Tim Cahill        |
| 18 | OB   | Zhao Yuhao        |
| 19 | NA   | Dong Yu           |
| 20 | NA   | Davy Claude Angan |
| 21 | OB   | Cao Haiqing       |
| 23 | BR   | Zou Dehai         |
| 25 | PO   | Huang Xiyang      |
| 26 | NA   | Tan Yang          |
| 27 | OB   | Wang Yang         |
| 28 | OB   | Cheng Mouyi       |
| 29 | BR   | Liu Yang          |
| 32 | OB   | Oh Beom-seok      |
| 33 | PO   | Chen Zhongliu     |
| 36 | PO   | Song Haiwang      |
| 37 | NA   | Gao Huaze         |

## Trenerzy klubu
Stan na maj 2016.
| - Bao Yingfu (1999–00) - Gu Mingchang (2001) - Wang Changtai (2001) (tymczasowo) - Goran Kalušević (2001) - Wang Changtai (2001) (tymczasowo) - Bob Houghton (2002–03) - Li Bing (2003–04) (tymczasowo) - Wang Zheng (2004–07) - Zhou Suian (2007) - Sun Wei (2008) | - Zhou Suian (2008 – 20 września 2009) - Wu Jingui (20 września 2009 – 31 grudnia 2011) - Takeshi Okada (15 grudnia 2011 – 5 listopada 2013) - Yang Ji (5 listopada 2013 – 2 grudnia 2014) - Philippe Troussier (2 grudnia 2014 – 1 lipca 2015) - Yang Ji (1 lipca 2015 – 17 grudnia 2015) - Hong Myung-bo (17 grudnia 2015 – 25 maja 2017) - Zdrawko Zdrawkow (tymczasowo) (25 maja 2017 – 26 listopada 2017) - Sergi Barjuán (26 listopada 2017 – ) |